# Liga Femenina de baloncesto 2005-06
La temporada 2005-06 de la Liga Femenina fue la 43.ª temporada de la liga femenina de baloncesto. Se inició el 8 de octubre de 2005 y acabó el 6 de mayo de 2006. Los playoffs sirvieron a Perfumerías Avenida quien ganó al Universitat de Barcelona - FC Barcelona en los playoffs 3-1.

## Liga regular
| Pos. | Equipo                                  | PJ | G  | P  | PF   | PC   | DP   | Pts | Clasificación o descenso  |
| ---- | --------------------------------------- | -- | -- | -- | ---- | ---- | ---- | --- | ------------------------- |
| 1    | Universitat de Barcelona - FC Barcelona | 26 | 22 | 4  | 2053 | 1674 | +379 | 48  | Clasifican a los Playoffs |
| 2    | Perfumerías Avenida                     | 26 | 20 | 6  | 1804 | 1555 | +249 | 46  | Clasifican a los Playoffs |
| 3    | Hondarribia-Irún                        | 26 | 20 | 6  | 1785 | 1651 | +134 | 46  | Clasifican a los Playoffs |
| 4    | Ros Casares Valencia                    | 26 | 19 | 7  | 1864 | 1631 | +233 | 45  | Clasifican a los Playoffs |
| 5    | Acis Incosa León                        | 26 | 18 | 8  | 1729 | 1643 | +86  | 44  | Clasifican a los Playoffs |
| 6    | Arranz-Jopisa Burgos                    | 26 | 13 | 13 | 1641 | 1635 | +6   | 39  | Clasifican a los Playoffs |
| 7    | CajaCanarias                            | 26 | 12 | 14 | 1719 | 1725 | −6   | 38  | Clasifican a los Playoffs |
| 8    | USP CEU-ADECCO Estudiantes              | 26 | 11 | 15 | 1683 | 1806 | −123 | 37  | Clasifican a los Playoffs |
| 9    | Mann Filter Zaragoza                    | 26 | 10 | 16 | 1731 | 1790 | −59  | 36  |                           |
| 10   | Yaya María Porta XI                     | 26 | 9  | 17 | 1622 | 1789 | −167 | 35  |                           |
| 11   | EBE Promociones -PDV Santa Eulalia      | 26 | 9  | 17 | 1708 | 1791 | −83  | 35  |                           |
| 12   | Celta VigoUrban                         | 26 | 7  | 19 | 1604 | 1748 | −144 | 33  |                           |
| 13   | Cadí La Seu                             | 26 | 7  | 19 | 1622 | 1828 | −206 | 33  | Descenso a LF2            |
| 14   | Universitario de Ferrol                 | 26 | 5  | 21 | 1543 | 1842 | −299 | 31  | Descenso a LF2            |

 Fuente: FEB

### Playoffs
|  | Cuartos de final             | Cuartos de final             | Cuartos de final             | Cuartos de final             | Cuartos de final       | Cuartos de final |                       |                       | Semifinales           | Semifinales       | Semifinales | Semifinales | Semifinales | Semifinales |  |  | Final | Final | Final | Final | Final | Final |
|  |                              |                              |                              |                              |                        |                  |                       |                       |                       |                   |             |             |             |             |  |  |       |       |       |       |       |       |
|  |                              |                              |                              |                              |                        |                  |                       |                       |                       |                   |             |             |             |             |  |  |       |       |       |       |       |       |
|  |                              |                              |                              |                              |                        |                  |                       |                       |                       |                   |             |             |             |             |  |  |       |       |       |       |       |       |
|  | 1 UB-FC Barcelona            | 1 UB-FC Barcelona            | 1 UB-FC Barcelona            | 1 UB-FC Barcelona            | 77                     | 98               |                       |                       |                       |                   |             |             |             |             |  |  |       |       |       |       |       |       |
|  | 1 UB-FC Barcelona            | 1 UB-FC Barcelona            | 1 UB-FC Barcelona            | 1 UB-FC Barcelona            | 77                     | 98               |                       |                       |                       |                   |             |             |             |             |  |  |       |       |       |       |       |       |
|  | 8 USP CEU-ADECCO Estudiantes | 8 USP CEU-ADECCO Estudiantes | 8 USP CEU-ADECCO Estudiantes | 8 USP CEU-ADECCO Estudiantes | 44                     | 89               |                       |                       |                       |                   |             |             |             |             |  |  |       |       |       |       |       |       |
|  | 8 USP CEU-ADECCO Estudiantes | 8 USP CEU-ADECCO Estudiantes | 8 USP CEU-ADECCO Estudiantes | 8 USP CEU-ADECCO Estudiantes | 44                     | 89               | 1 UB-FC Barcelona     | 1 UB-FC Barcelona     | 1 UB-FC Barcelona     | 1 UB-FC Barcelona | 76          | 92          |             |             |  |  |       |       |       |       |       |       |
|  |                              |                              |                              |                              |                        |                  | 1 UB-FC Barcelona     | 1 UB-FC Barcelona     | 1 UB-FC Barcelona     | 1 UB-FC Barcelona | 76          | 92          |             |             |  |  |       |       |       |       |       |       |
|  |                              | 4 Ros Casares Valencia       | 4 Ros Casares Valencia       | 4 Ros Casares Valencia       | 4 Ros Casares Valencia | 62               | 60                    |                       |                       |                   |             |             |             |             |  |  |       |       |       |       |       |       |
|  | 4 Ros Casares Valencia       | 4 Ros Casares Valencia       | 4 Ros Casares Valencia       | 4 Ros Casares Valencia       | 4 Ros Casares Valencia | 62               | 60                    | 87                    | 69                    |                   |             |             |             |             |  |  |       |       |       |       |       |       |
|  | 4 Ros Casares Valencia       | 4 Ros Casares Valencia       | 4 Ros Casares Valencia       | 4 Ros Casares Valencia       |                        |                  |                       |                       |                       |                   |             |             |             |             |  |  |       |       |       |       |       |       |
|  | 5 Acis Incosa León           | 5 Acis Incosa León           | 5 Acis Incosa León           | 5 Acis Incosa León           | 77                     | 63               |                       |                       |                       |                   |             |             |             |             |  |  |       |       |       |       |       |       |
|  | 5 Acis Incosa León           | 5 Acis Incosa León           | 5 Acis Incosa León           | 5 Acis Incosa León           | 77                     | 63               | 1 UB-FC Barcelona     | 1 UB-FC Barcelona     | 74                    | 66                | 58          | 50          |             |             |  |  |       |       |       |       |       |       |
|  |                              |                              |                              |                              |                        |                  | 1 UB-FC Barcelona     | 1 UB-FC Barcelona     | 74                    | 66                | 58          | 50          |             |             |  |  |       |       |       |       |       |       |
|  |                              | 2 Perfumerías Avenida        | 2 Perfumerías Avenida        | 68                           | 78                     | 71               | 57                    |                       |                       |                   |             |             |             |             |  |  |       |       |       |       |       |       |
|  | 2 Perfumerías Avenida        | 2 Perfumerías Avenida        | 2 Perfumerías Avenida        | 2 Perfumerías Avenida        | 78                     | 71               | 57                    | 63                    | 77                    |                   |             |             |             |             |  |  |       |       |       |       |       |       |
|  | 2 Perfumerías Avenida        | 2 Perfumerías Avenida        | 2 Perfumerías Avenida        | 2 Perfumerías Avenida        |                        |                  |                       |                       |                       |                   |             |             |             |             |  |  |       |       |       |       |       |       |
|  | 7 CajaCanarias               | 7 CajaCanarias               | 7 CajaCanarias               | 7 CajaCanarias               | 42                     | 51               |                       |                       |                       |                   |             |             |             |             |  |  |       |       |       |       |       |       |
|  | 7 CajaCanarias               | 7 CajaCanarias               | 7 CajaCanarias               | 7 CajaCanarias               | 42                     | 51               | 2 Perfumerías Avenida | 2 Perfumerías Avenida | 2 Perfumerías Avenida | 69                | 69          | 67          |             |             |  |  |       |       |       |       |       |       |
|  |                              |                              |                              |                              |                        |                  | 2 Perfumerías Avenida | 2 Perfumerías Avenida | 2 Perfumerías Avenida | 69                | 69          | 67          |             |             |  |  |       |       |       |       |       |       |
|  |                              | 3 Hondarribia-Irún           | 3 Hondarribia-Irún           | 3 Hondarribia-Irún           | 73                     | 50               | 45                    |                       |                       |                   |             |             |             |             |  |  |       |       |       |       |       |       |
|  | 3 Hondarribia-Irún           | 3 Hondarribia-Irún           | 3 Hondarribia-Irún           | 3 Hondarribia-Irún           | 73                     | 50               | 45                    | 67                    | 64                    |                   |             |             |             |             |  |  |       |       |       |       |       |       |
|  | 3 Hondarribia-Irún           | 3 Hondarribia-Irún           | 3 Hondarribia-Irún           | 3 Hondarribia-Irún           |                        |                  |                       |                       |                       |                   |             |             |             |             |  |  |       |       |       |       |       |       |
|  | 6 Arranz-Jopisa Burgos       | 6 Arranz-Jopisa Burgos       | 6 Arranz-Jopisa Burgos       | 6 Arranz-Jopisa Burgos       | 55                     | 59               |                       |                       |                       |                   |             |             |             |             |  |  |       |       |       |       |       |       |
|  | 6 Arranz-Jopisa Burgos       | 6 Arranz-Jopisa Burgos       | 6 Arranz-Jopisa Burgos       | 6 Arranz-Jopisa Burgos       | 55                     | 59               |                       |                       |                       |                   |             |             |             |             |  |  |       |       |       |       |       |       |

## Postemporada
- Campeonas de la Liga Femenina 2005-06: Perfumerías Avenida (1er título).
- Campeonas de la Copa de la Reina 2006: Perfumerías Avenida (2º título).
- Campeonas de la Supercopa 2005: UB-FC Barcelona (1er título).
- Clasificadas para Euroliga 2006-07: Perfumerías Avenida y Ros Casares Valencia (por invitación).
- Clasificadas para Eurocup 2006-07: UB-FC Barcelona, Hondarribia Irún, Acis Incosa León y CajaCanarias.
- Descendidas a Liga Femenina 2 2006-07:  Universitario de Ferrol y Cadí La Seu.
- Ascendidas de Liga Femenina 2 2005-06:  Extrugasa y Rivas Futura.